# Зильмукмахи
Зильмукмахи (дарг. Зильмукьмахьи) — село в Акушинском районе Дагестана. Входит в состав сельского поселения «Сельсовет Усишинский».

## Географическое положение
Расположено в 4 км к востоку от районного центра села Акуша, на реке Шинкваликотты (бассейн р. Усиша).

## Население
| 1895 | 1926 | 1939 | 1970 | 1989 | 2002 | 2010 |
| ---- | ---- | ---- | ---- | ---- | ---- | ---- |
| 223  | ↗244 | ↘212 | ↗342 | ↘166 | ↗304 | ↗325 |
| 2021 |      |      |      |      |      |      |
| ↘321 |      |      |      |      |      |      |